# Слободской, Михаил Петрович
Михаил Петрович Слободско́й — крестьянин Ростовского уезда Ярославской губернии, строитель торговых бань в Сестрорецке, действующих до сих пор. Разрешение на строительство было выдано в мае 1889 года. Сестрорецкие бани — одни из немногих в Санкт-Петербурге, где по-прежнему действуют дровяные печи. Эти бани являются одной из достопримечательностей Сестрорецка и упоминаются в рассказе Михаила Зощенко «Баня».

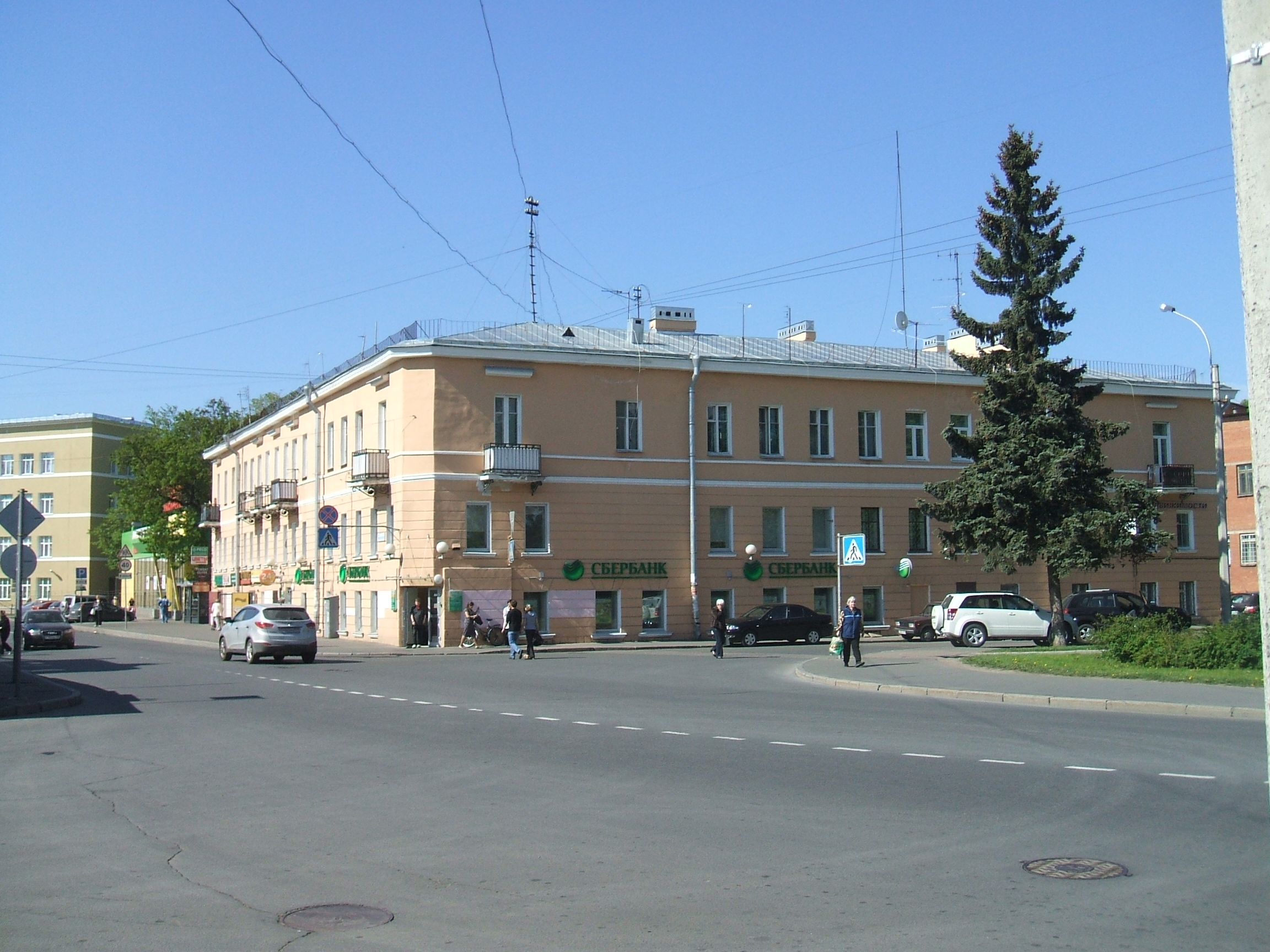
Дом Слободского, одно из старейших сохранившихся зданий в Сестрорецке

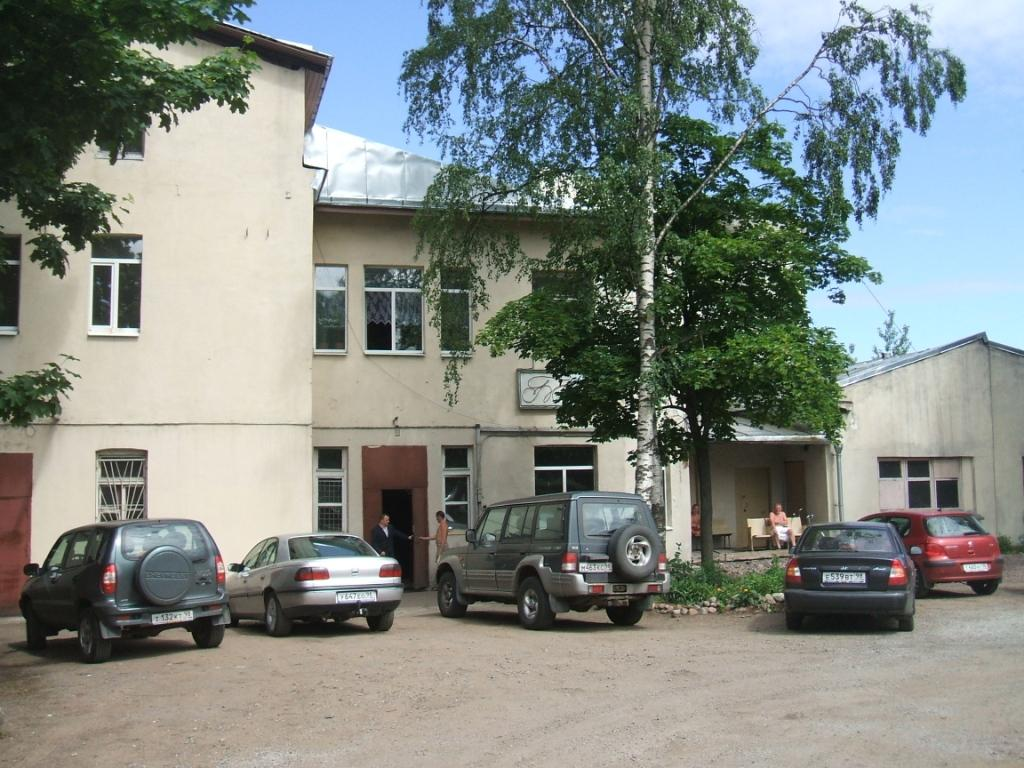
Баня Слободского в 2009 году